# Kyler Fackrell
Kyler Bruce Fackrell (Mesa, 25 novembre 1991) è un giocatore di football americano statunitense che milita nel ruolo di linebacker per i Los Angeles Chargers della National Football League (NFL).

## Carriera

### Green Bay Packers
Al college, Fackrell giocò a football con all'Università statale dello Utah dal 2012 al 2015. Fu scelto nel corso del terzo giro (88º assoluto) del Draft NFL 2016 dai Green Bay Packers. Nella sua prima stagione disputò 13 partite, nessuna delle quali come titolare, con 20 tackle e 2 sack.
Il 10 settembre 2017, nel debutto della sua seconda stagione, Fackrell recuperò un fumble di Russell Wilson che era stato forzato dal compagno Mike Daniels nella vittoria sui Seattle Seahawks.

### New York Giants
Il 26 marzo 2020 Fackrell firmò un contratto di un anno con i New York Giants.

### Los Angeles Chargers
Il 24 marzo 2021 Fackrell firmò con i Los Angeles Chargers.